# Wasserkraftwerk Pachachaca
Das Wasserkraftwerk Pachachaca (span. Central Hidroeléctrica Pachachaca) befindet sich am  Oberlauf des Río Yauli in West-Zentral-Peru. Das Kraftwerk liegt im Distrikt Yauli der Provinz Yauli in der Verwaltungsregion Junín. 2007 übernahm SN Power Perú die Anlage. Seit 2014 ist Statkraft Betreiber der Anlage.
Das Wasserkraftwerk Pachachaca wurde 1917 fertiggestellt und ist seither in Betrieb. Es befindet sich an der Ostflanke der Cordillera Huarochirí knapp 300 m vom linken Flussufer des Río Yauli entfernt auf einer Höhe von 4031 m 7 km nordöstlich des Distriktverwaltungszentrums Yauli. Das Wasser wird unterhalb der Talsperre des Stausees Pomacocha  über ein 16 km langes Kanal-Tunnel-System entlang dem linken Talhang zu dem kleinen Speicherbecken Taza Nueva  geleitet. Von diesem führen drei 970 m lange oberirdische Druckleitungen hinab zum Kraftwerkshaus. Die Netto-Fallhöhe beträgt 242 m, die Ausbauwassermenge liegt bei 6 m³/s. Das Wasser wird unterhalb des Kraftwerks in den Fluss geleitet.
Die drei Kraftwerkseinheiten verfügen über jeweils zwei horizontal ausgerichtete Pelton-Turbinen. Die installierte Gesamtleistung beträgt 9 MW. Das jährliche Regelarbeitsvermögen liegt bei 45,2 GWh. Direkt neben dem Kraftwerkshaus befindet sich ein Umspannwerk.
Die Talsperre an der Laguna Pomacocha wurde 1942 fertiggestellt. Sie hat eine Kronenlänge von 410 m sowie eine Höhe von 24 m. Der Stausee besitzt eine Fläche von 2,7 km².